# Dendrocygne à dos blanc
Thalassornis leuconotus
Genre
Espèce
Statut de conservation UICN

 LC  : Préoccupation mineure
Le Dendrocygogne à dos blanc (Thalassornis leuconotus) aussi appelé Érismature à dos blanc  ou Canard à dos blanc, est une espèce d' oiseaux de la famille des Anatidae, l'unique représentante du genre Thalassornis.
C'est une espèce étrange d'anatidés qui est apparentée aux dendrocygnes bien que certains caractères morphologiques la fassent ressembler aux érismatures.

## Sous-espèces
Selon la classification de référence du Congrès ornithologique international (version 15.1, 2025) :
- Thalassornis leuconotus leuconotus Eyton, 1838 – de l'est du Cameroon au sud de l'Éthiopie et à l'Afrique du Sud ;
- Thalassornis leuconotus insularis Richmond, 1897 – Madagascar.

## Description
Il mesure entre 38 et 40 cm. C'est un canard qui nage très enfoncé dans l'eau, sa silhouette ressemblant à celle d'un grèbe. Le cou est court, surmonté d'une grosse tête. Le plumage est brun barré de jaunâtre, la tête est brun sombre avec une tache blanche près du bec.

## Habitat
On le rencontre en Afrique subsaharienne : de l'Éthiopie et l'Angola à l'Afrique du Sud et Madagascar, ainsi qu'au Sénégal, le centre du Mali, le sud-ouest du Tchad et le nord du Nigeria.
Il fréquente les zones humides pourvues de végétation.

## Biologie
Le Dendrocygognes à dos blancs  vit généralement en petits groupes, c'est une espèce aquatique qui a beaucoup de mal à se déplacer à terre. Il se nourrit en plongeant contrairement à beaucoup d'autres dendrocygnes.
La nidification peut avoir lieu à n'importe quelle période de l'année, le nid est placé près de l'eau.

## Populations
La population est comprise entre 14 000 et 31 000 individus, l'espèce ne semble pas menacée.

## Référence
- (fr) Oiseaux.net : Thalassornis leuconotus (+ répartition)
- (en) Congrès ornithologique international : Thalassornis leuconotus dans l'ordre Anseriformes (consulté le 19 mai 2015)
- (fr + en)  Avibase : Thalassornis leuconotus (+ répartition) (consulté le 30 juin 2015)
- (en) UICN : espèce Thalassornis leuconotus Eyton, 1838 (consulté le 30 juin 2015)

1. ↑  Congrès ornithologique international,  version 15.1, 2025.